# Pablo Lima Gualco
Pablo Lima Gualco (Montevideo, 19 agosto 1990) è un calciatore uruguaiano, centrocampista dei Montevideo Wanderers.

## Carriera
Debutta tra i professionisti nel 2011 con l'El Tanque Sisley, con cui disputa 2 partite nella massima serie uruguaiana; l'anno seguente viene impiegato con maggiore frequenza, disputando 20 partite e segnando anche la sua prima rete in carriera. Nella stagione 2013-2014 oltre ad una partita in Coppa Sudamericana gioca altre 19 partite nella massima serie uruguaiana, per poi disputarne ulteriori 24 nel corso della stagione 2014-2015.
Nell'estate del 2015 lascia dopo quattro anni la squadra, con cui ha totalizzato 66 presenze (65 delle quali in campionato) e segnato una rete nell'arco di un quadriennio; si trasferisce in Europa, firmando in particolare un contratto con il Südtirol, club impegnato nel campionato italiano di Lega Pro, nel quale Gualco durante la stagione 2015-2016 disputa 10 partite senza mai segnare. A fine anno torna all'El Tanque Sisley, con cui vince la Segunda División Profesional de Uruguay e gioca in prima divisione nel 2017. Gioca poi nell'Aucas (seconda divisione colombiana) e nel Villa Teresa (seconda divisione uruguaiana), per poi trasferirsi nel 2018 al La Equidad, club della prima divisione colombiana.
Nel 2025 si trasferisce ai Montevideo Wanderers, club della prima divisione uruguaiana.

## Palmarès

### Club

#### Competizioni nazionali
- Segunda División Profesional de Uruguay: 1

El Tanque Sisley: 2016